# Unheard Film Festival
Unheard Film is een Amsterdams festival dat zich in het bijzonder richt op de kracht van geluid, muziek en sounddesign op film, beeldende kunst en andere visuele disciplines. Het doel is dat de bezoekers zich bewust worden van de invloed van geluid op de perceptie van beeld. Het programma bestaat onder meer uit filmconcerten, voorstellingen, installaties, lezingen en masterclasses. 
Een belangrijk onderdeel van Unheard zijn de Unheard Films. Hier kiezen artiesten zelf een film uit waarvoor zij een volledig nieuwe score schrijven en live op het podium opvoeren tijdens de filmvertoning. In het verleden hebben onder meer Perquisite, Ghosttrucker en het Britse Oi Va Voi in opdracht van Unheard een dergelijk project opgevoerd. De kern van het programma blijft de film; de artiest zet de film naar diens hand zonder de dialogen te overstemmen.

## Geschiedenis
Wat in 2006 als een initiatief van Filmtheater Kriterion begon, is ondertussen uitgegroeid tot een zelfstandig festival met een breed (inter)nationaal netwerk. De eerste twee edities vonden plaats in Kriterion en voor de derde editie is daar bioscoop-café Studio K als festivallocatie aan toegevoegd.  
Het Unheard Film Festival beleefde zijn vierde editie in maart 2011 en betrok toen twee nieuwe festivallocaties: het Eye Film Instituut Nederland en De Balie. Vanaf de 2011-editie is de Stichting Unheard Film een inhoudelijk partnerschap aangegaan met het Eye Film Instituut Nederland.